# Lorenzino de' Medici
Lorenzo (Lorenzino) di Pierfrancesco de' Medici, detto anche Lorenzaccio (Firenze, 22 marzo 1514 – Venezia, 26 febbraio 1548), è stato un politico, scrittore e drammaturgo italiano, esponente del ramo cadetto Popolano (o Trebbio) della famiglia Medici. È passato alla storia soprattutto come assassino di suo cugino, il duca di Firenze Alessandro de' Medici.

## Biografia

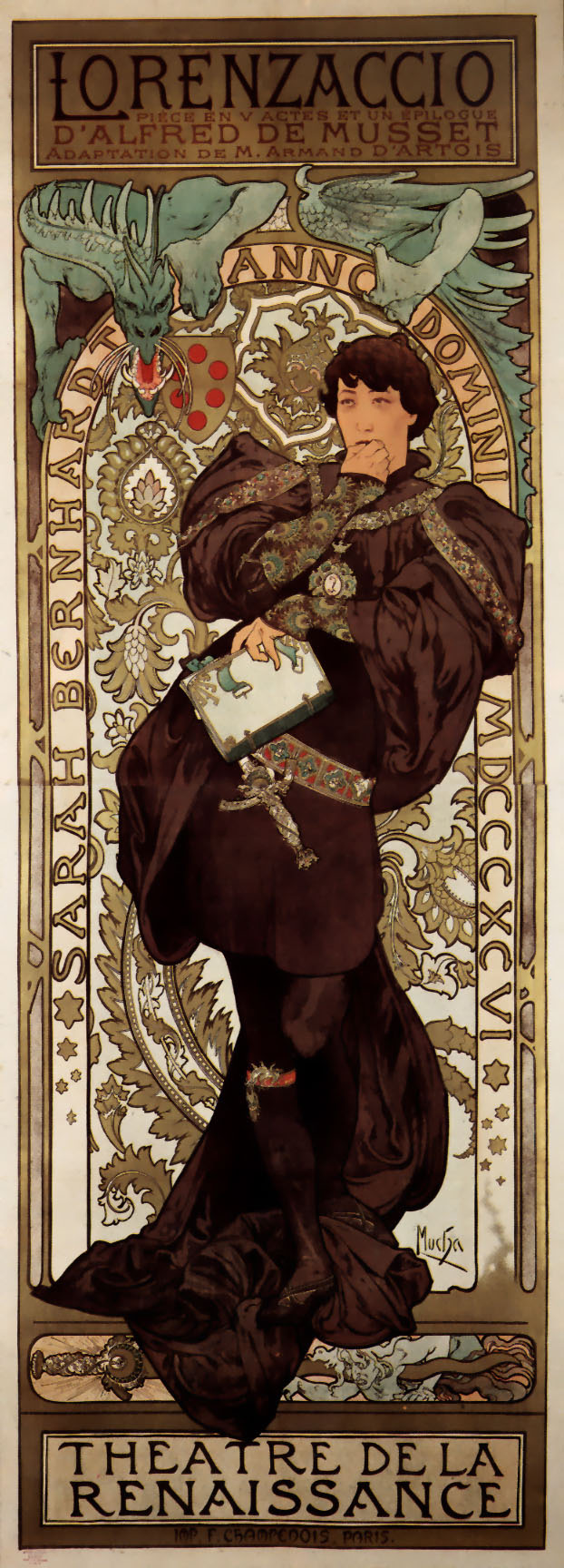
Ritratto immaginario di Lorenzino de' Medici nell'opera Lorenzaccio di Alfred de Musset

### I primi anni e l'adolescenza
Figlio di Pierfrancesco il Giovane e di Maria Soderini, perse il padre quando era appena undicenne (1525), e fu allevato dalla madre alla villa del Trebbio insieme al fratello minore Giuliano e alle due sorelle Laudomia e Maddalena. Nel 1526 fu portato a Venezia con Giuliano e con il futuro Cosimo I de' Medici per sfuggire all'arrivo dei Lanzichenecchi. La loro partenza fu provvidenziale perché, soltanto un anno dopo, il Sacco di Roma indebolì pesantemente Papa Clemente VII de' Medici, e come conseguenza i Medici vennero cacciati da Firenze.
Nel 1530 Lorenzino si trasferì a Roma, dove alcuni anni dopo fu protagonista di un episodio difficile da comprendere: nel 1534 mutilò alcune teste delle statue antiche dell'arco di Costantino. Solo l'intervento del cugino cardinale Ippolito salvò il ragazzo dall'ira del Papa, che aveva promesso di mandare a morte il responsabile dei vandalismi. Gli storici si sono interrogati circa le motivazioni del gesto, arrivando a vedervi, oltre al desiderio di impossessarsi di opere antiche, anche un segno della gelosia per le ricchezze del cugino pontefice, o un tentativo di emulazione del celebre atto compiuto da Alcibiade alla vigilia della spedizione in Sicilia, nel 415 a.C.. L'episodio comunque valse a Lorenzino una disonorevole cacciata dalla città e forse fece nascere il soprannome di Lorenzaccio.

### Il rapporto con Alessandro de' Medici
Lasciata Roma, il giovane Medici riparò a Firenze, dove divenne ben presto il compagno degli eccessi del duca Alessandro, che nel 1530 era diventato signore della città e nel 1532 duca di Firenze. I due instaurarono un legame molto stretto, ma l'autenticità della loro amicizia è stata spesso messa in discussione e il loro rapporto non fu privo di punti oscuri. Secondo lo storico Iacopo Nardi, amico di Lorenzino, questi fu « grandemente amato » da Alessandro, che « lo faceva partecipe di tutti i suoi ... poco onesti segreti di amore ».

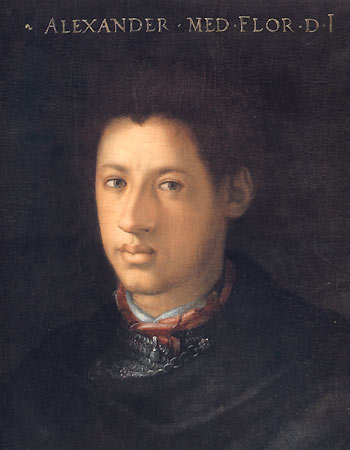
Il duca Alessandro

Lo storico filomediceo cinquecentesco Scipione Ammirato sostiene che Lorenzino odiava il cugino, e cominciò a pianificarne l'omicidio in seguito al decesso del cardinale Ippolito, forse avvelenato per ordine dello stesso duca, ad Itri, il 10 agosto 1535. Altri commentatori e storici coevi ritengono che il progetto delittuoso fosse maturato nella mente del giovane già l'anno prima, quando morì papa Clemente VII de' Medici, da lui odiato. Nella Vita, Benvenuto Cellini narra che, avendo chiesto a Lorenzino il rovescio di una medaglia in cui doveva effigiare il volto di Alessandro, il giovane promettesse di procurarlo al più presto, anche perché sperava « di far qualche cosa da far meravigliare il mondo ».
Nel 1536, il duca si schierò contro Lorenzino nell'ambito di un'annosa lite patrimoniale venutasi a creare tra i discendenti di Pierfrancesco il Vecchio, bisnonno di Lorenzino, procurando un forte danno economico al cugino. Nello stesso anno, Alessandro convolò a fastose nozze con la figlia naturale dell'imperatore Carlo V, Margherita.

### L'assassinio di Alessandro

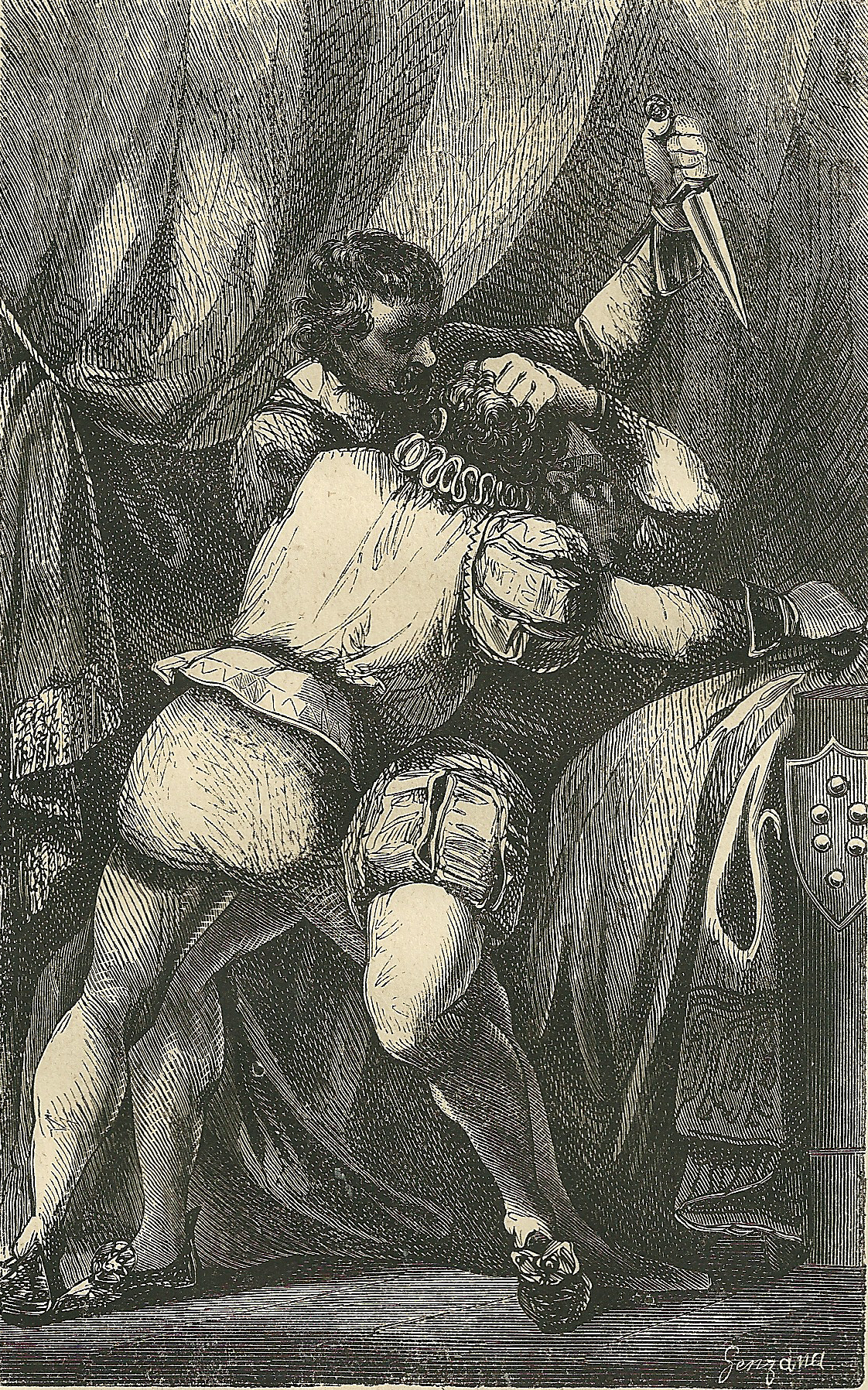
L'assassinio del duca Alessandro

La sera del 6 gennaio 1537 Lorenzino attirò Alessandro nei propri appartamenti prospettandogli una notte d'amore, e lo lasciò solo con la promessa di tornare presto con la donna con cui aveva precedentemente preso accordi. Secondo la maggior parte degli storici si trattava di Caterina Soderini, moglie di Leonardo Ginori, ma stando a Bernardo Segni, la donna era Laudomia, sorella di Lorenzino. Alessandro nel frattempo si addormentò e, avendo congedato i suoi uomini, era del tutto inerme e indifeso quando Lorenzino tornò assieme al suo servitore Piero di Giovannabate, detto Scoronconcolo. I due lo aggredirono a colpi di spada e pugnale, e a nulla valse la feroce reazione del duca che combatté con tutte le sue forze prima di essere ucciso.
Molte ipotesi sono state avanzate per spiegare le ragioni dell'omicidio, dal risentimento personale per gelosia o per le questioni ereditarie, alla volontà di Lorenzino di compiere un gesto eclatante che immortalasse la sua gloria. Secondo gli esuli repubblicani antimedicei Lorenzino fu mosso da ragioni politiche, e uccise il duca per liberare Firenze da quello che molti ritenevano un tiranno e consentire il ritorno della Repubblica, che era stata sostituita dal Principato soltanto pochi anni prima. Questa spiegazione converge con quella data da Lorenzino stesso nella sua celebre Apologia, scritta pochi giorni dopo il delitto.

### L'esilio
Compiuto il misfatto, Lorenzino prese i cavalli che aveva preventivamente preparato per la fuga e lasciò la città insieme a Piero e ad un altro servitore. Giunse a Bologna, dove il giudice Silvestro Aldobrandini, di fede repubblicana, non credette al suo racconto. Il fuggitivo proseguì allora alla volta di Venezia, dove venne accolto calorosamente dal ricchissimo banchiere Filippo Strozzi, leader degli esuli, che gli promise di concedere i suoi figli Piero e Roberto in matrimonio alle sue sorelle, Laudomia e Maddalena de' Medici. Tra i molti altri fuoriusciti che esultarono ci furono anche i famosi letterati Iacopo Nardi e Benedetto Varchi, il quale definì l'assassino più grande di Bruto, accostandolo al celebre cesaricida. Anche il poeta Luigi Alamanni, dalla Francia, levò una voce di elogio per Lorenzino, mentre lo scultore Jacopo Sansovino disse di volergli dedicare un monumento. Pietro Aretino, invece, stroncò il gesto e il suo autore, affermando in una lettera a Pietro Bembo di non capire « come si possa contro ogni sentimento di umanità elevare ai quattro cieli un delinquente volgare ».
Con Alessandro si estinse il ramo principale dei Medici, sebbene egli lasciasse due figli piccoli, Giulio e Giulia, che però vennero dichiarati non capaci di governare perché nati illegittimi da un padre già dalla genealogia incerta. Salì così alla ribalta un giovane di diciassette anni, che rappresentava da parte di padre il ramo secondario dei Medici e da parte di madre quello primario, Cosimo I, che fu scelto come nuovo duca della città, anche con il beneplacito dell'Imperatore Carlo V.

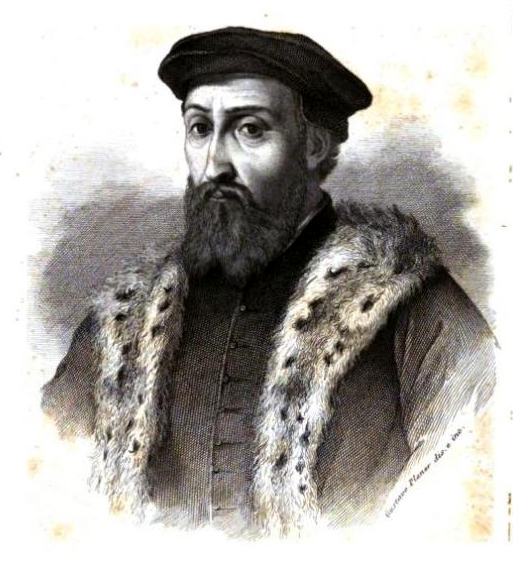
Filippo Strozzi

Pochi giorni dopo essere arrivato a Venezia, Lorenzino decise di spostarsi a Mirandola, ospite del conte Galeotto II Pico, per circa due settimane. Tornato poi brevemente in laguna, il 16 febbraio 1537 salpò poi alla volta di Costantinopoli, in compagnia dell'ambasciatore ottomano a Venezia e di Giorgio Gritti, figlio del Doge Andrea. La scelta di lasciare l'Italia fu dovuta in parte ai rischi che correva di essere ucciso e in parte ad un incarico diplomatico presso il sultano Solimano il Magnifico per conto del re di Francia. Pochi mesi dopo, la battaglia di Montemurlo, con la vittoria delle truppe di Cosimo, sancì la fine delle speranze di Filippo Strozzi e di molti fuoriusciti fiorentini. Il protettore di Lorenzino, Filippo  Strozzi, fu arrestato e morì in carcere nel 1538 (suicida, secondo la versione ufficiale) dopo essere stato sottoposto a tortura nel tentativo di attribuirgli improbabili responsabilità nel tirannicidio.
Nel settembre del 1537 Lorenzino si spostò in Francia, alla corte di Francesco I, dove poteva contare sul sostegno politico del sovrano e sull'ospitalità di molti fiorentini, primi fra tutti il tesoriere del re Giuliano Bonaccorsi e lo zio materno, il vescovo di Saintes Giuliano Soderini. Contrariamente a quanto creduto in passato, in questo periodo Lorenzino si recò spesso in Italia e svolse importanti missioni politico-diplomatiche per conto di Francesco I. In particolare, fu nella penisola da febbraio a luglio 1542 per agire come tramite tra il re e i fuoriusciti fiorentini di Venezia allo scopo di organizzare una spedizione militare contro il duca Cosimo I.

### La morte

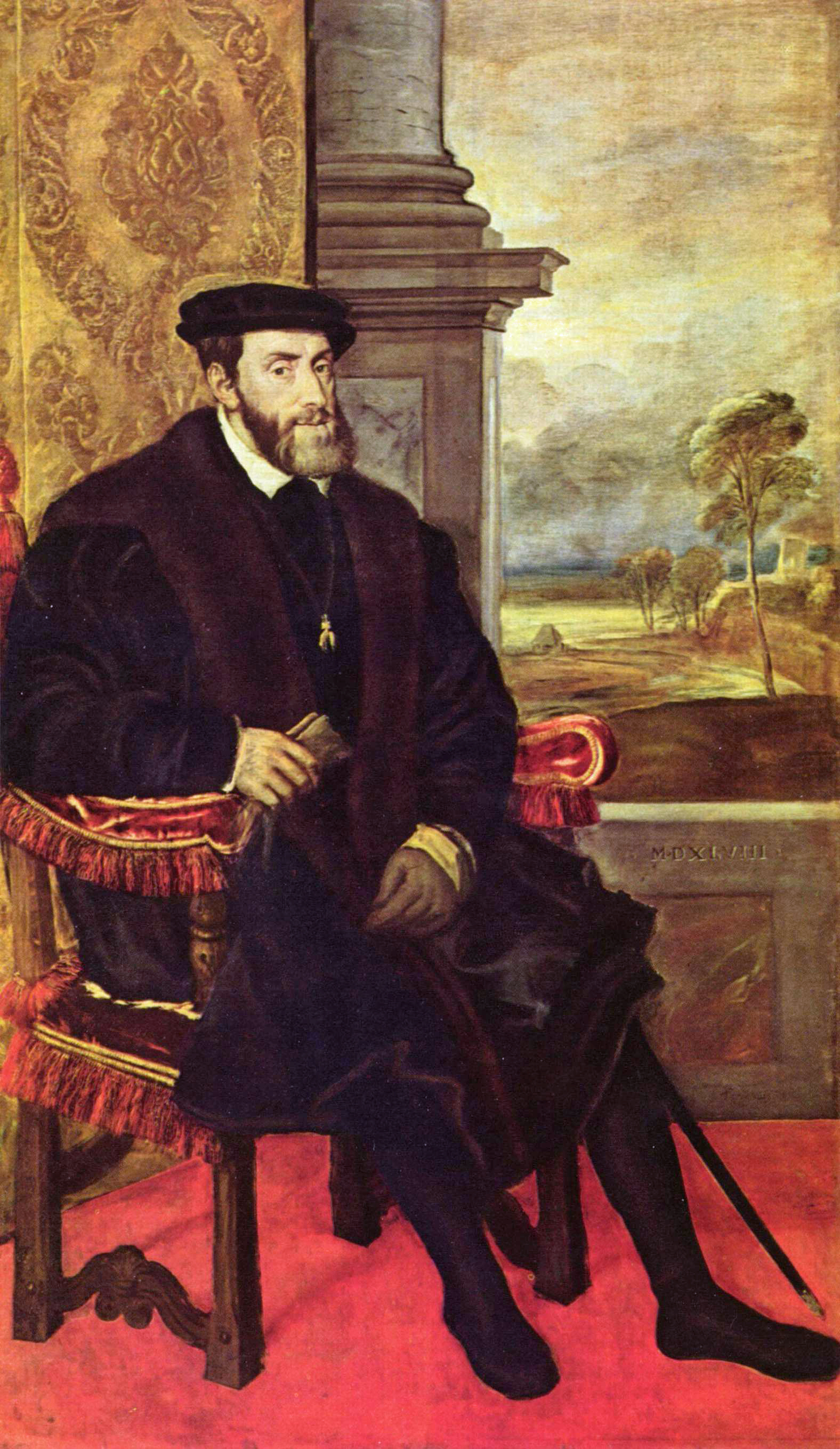
Tiziano, Carlo V ad Augusta nel 1548

Nel 1544 Lorenzino tornò definitivamente a Venezia, dove visse a stretto contatto con gli altri esuli fiorentini e instaurò uno stretto rapporto con il legato papale a Venezia Giovanni Della Casa. Nella città lagunare, covo di spie medicee ed imperiali, Lorenzino era molto più esposto che in Francia e i tentativi per ucciderlo e vendicare la morte del duca Alessandro si moltiplicarono. La situazione si complicò ulteriormente quando, tra la fine del 1547 e l'inizio del 1548, quasi tutti i fiorentini lasciarono Venezia e si spostarono in Francia, e Lorenzino rimase isolato. Così, il 26 febbraio del 1548, Lorenzino venne assassinato a Venezia per mano di due sicari. Uno di essi, Francesco da Bibbona, ha lasciato resoconto della vicenda che contiene preziosi dettagli sull'esecuzione dell'omicidio.
Per molti secoli si è attribuito al segretario mediceo Giovanni Francesco Lottini il ruolo principale nell'organizzazione del delitto, ma nuove ricerche hanno invece dimostrato la sua estraneità ad esso. Inoltre, i contemporanei e gli storici successivi hanno sempre pensato che fosse stato il duca Cosimo I il mandante dell'attentato, allo scopo di vendicare la morte del suo predecessore. Grazie ad un nuovo studio di Stefano Dall'Aglio sappiamo che, al contrario, l'intera manovra fu orchestrata dall'imperatore Carlo V, che non poteva perdonare la morte del suo genero, marito della figlia Margherita. Fu dunque Carlo V a ordinare espressamente l'omicidio scrivendo da Augusta all'insaputa di Cosimo, dando dettagliate disposizioni al suo ambasciatore a Venezia, Juan Hurtado de Mendoza, che si occupò dell'aspetto operativo.

## Opere letterarie
Lorenzino fu anche uno scrittore. Nell'Apologia si difese dal biasimo generale per l'assassinio del cugino dichiarando d'averlo commesso poiché mosso unicamente dall'amore per la libertà: aveva seguito l'esempio di Marco Giunio Bruto - uno degli assassini di Cesare - e aveva deciso di uccidere il duca dopo essersi finto suo amico e fedele cortigiano. L'Apologia è considerata uno degli esempi più elevati di eloquenza rinascimentale e uno dei manifesti del pensiero antitirannico. L'Apologia venne scritta in due diverse stesure, la prima delle quali - non molto diversa dalla versione definitiva - risale al gennaio 1537, pochi giorni dopo l'omicidio.
Scrisse anche una commedia intitolata l'Aridosia, composta attorno al 1535 e rappresentata a Firenze con buon successo, prima allo Spedale dei Tessitori e poi a Palazzo Medici.

## Lorenzino de' Medici nella letteratura
Lorenzino è protagonista di un'opera teatrale di Alfred de Musset, Lorenzaccio (1834), e del dramma Lorenzaccio (1918) di Dietrich Eckart.

## Linea di successione
|                       |                           |                           |                       |                              |                           |                           |                                 |                                 |
|                       |                           |                           |                       | · Ramo Salvestro di Averardo |                           |                           |                                 |                                 |
|                       |                           |                           |                       |                              |                           |                           |                                 |                                 |
|                       |                           |                           |                       |                              |                           |                           |                                 |                                 |
|                       |                           |                           |                       | Lorenzo *1394 †1440          |                           |                           |                                 |                                 |
|                       |                           |                           |                       |                              |                           |                           |                                 |                                 |
|                       |                           |                           |                       |                              |                           |                           |                                 |                                 |
|                       |                           |                           | Francesco *? †?       | Francesco *? †?              | Pierfrancesco *1430 †1476 | Pierfrancesco *1430 †1476 |                                 |                                 |
|                       |                           |                           |                       |                              |                           |                           |                                 |                                 |
|                       |                           |                           |                       |                              |                           |                           |                                 |                                 |
|                       |                           |                           | Lorenzo *1463 †1503   | Lorenzo *1463 †1503          |                           |                           | Giovanni *1467 †1498            | Giovanni *1467 †1498            |
|                       |                           |                           |                       |                              |                           |                           |                                 |                                 |
|                       |                           |                           |                       |                              |                           |                           |                                 |                                 |
|                       | Pierfrancesco *1487 †1525 | Pierfrancesco *1487 †1525 | Averardo *1488 † 1495 | Averardo *1488 † 1495        | Vincenzo *? †?            | Vincenzo *? †?            | Ludovico [Giovanni] *1498 †1526 | Ludovico [Giovanni] *1498 †1526 |
|                       |                           |                           |                       |                              |                           |                           |                                 |                                 |
|                       |                           |                           |                       |                              |                           |                           |                                 |                                 |
| Lorenzino *1514 †1548 | Lorenzino *1514 †1548     | Giuliano *1520 †1588      | Giuliano *1520 †1588  |                              |                           |                           | Linea Granducale ·              | Linea Granducale ·              |

## Ascendenza
|                                     |                      |                                         | Genitori                              |  |  | Nonni |  |  | Bisnonni                            |  |  | Trisnonni                     |  |
|                                     |                      |                                         |                                       |  |  |       |  |  | Pierfrancesco de' Medici il Vecchio |  |  | Lorenzo de' Medici il Vecchio |  |
|                                     |                      |                                         |                                       |  |  |       |  |  | Pierfrancesco de' Medici il Vecchio |  |  | Lorenzo de' Medici il Vecchio |  |
|                                     |                      | Ginevra Cavalcanti                      |                                       |  |  |       |  |  | Pierfrancesco de' Medici il Vecchio |  |  |                               |  |
| Lorenzo de' Medici il Popolano      |                      |                                         |                                       |  |  |       |  |  | Pierfrancesco de' Medici il Vecchio |  |  |                               |  |
|                                     |                      | Laudomia Acciaiuoli                     | Jacopo Acciaiuoli                     |  |  |       |  |  |                                     |  |  |                               |  |
|                                     |                      | Laudomia Acciaiuoli                     | Jacopo Acciaiuoli                     |  |  |       |  |  |                                     |  |  |                               |  |
|                                     |                      | Laudomia Acciaiuoli                     | Costanza de' Bardi                    |  |  |       |  |  |                                     |  |  |                               |  |
| Pierfrancesco de' Medici il Giovane |                      | Laudomia Acciaiuoli                     |                                       |  |  |       |  |  |                                     |  |  |                               |  |
|                                     |                      | Jacopo III Appiano, signore di Piombino | Emanuele Appiano, signore di Piombino |  |  |       |  |  |                                     |  |  |                               |  |
|                                     |                      | Jacopo III Appiano, signore di Piombino | Emanuele Appiano, signore di Piombino |  |  |       |  |  |                                     |  |  |                               |  |
|                                     |                      | Jacopo III Appiano, signore di Piombino | Colia de' Giudici                     |  |  |       |  |  |                                     |  |  |                               |  |
| Semiramide Appiano                  |                      | Jacopo III Appiano, signore di Piombino |                                       |  |  |       |  |  |                                     |  |  |                               |  |
|                                     |                      | Battistina Fregoso                      | Giano Fregoso, doge di Genova         |  |  |       |  |  |                                     |  |  |                               |  |
|                                     |                      | Battistina Fregoso                      | Giano Fregoso, doge di Genova         |  |  |       |  |  |                                     |  |  |                               |  |
|                                     |                      | Battistina Fregoso                      | Violante Gentile                      |  |  |       |  |  |                                     |  |  |                               |  |
| Lorenzino de' Medici                |                      | Battistina Fregoso                      |                                       |  |  |       |  |  |                                     |  |  |                               |  |
|                                     | Paolantonio Soderini | Tommaso Soderini                        |                                       |  |  |       |  |  |                                     |  |  |                               |  |
|                                     | Paolantonio Soderini | Tommaso Soderini                        |                                       |  |  |       |  |  |                                     |  |  |                               |  |
|                                     | Paolantonio Soderini | Dianora Tornabuoni                      |                                       |  |  |       |  |  |                                     |  |  |                               |  |
| Tommaso Soderini                    | Paolantonio Soderini |                                         |                                       |  |  |       |  |  |                                     |  |  |                               |  |
|                                     |                      | Lisabetta Spinelli                      | Tommaso Spinelli                      |  |  |       |  |  |                                     |  |  |                               |  |
|                                     |                      | Lisabetta Spinelli                      | Tommaso Spinelli                      |  |  |       |  |  |                                     |  |  |                               |  |
|                                     |                      | Lisabetta Spinelli                      | Milia Peruzzi                         |  |  |       |  |  |                                     |  |  |                               |  |
| Maria Soderini                      |                      | Lisabetta Spinelli                      |                                       |  |  |       |  |  |                                     |  |  |                               |  |
|                                     |                      | Filippo Strozzi il Vecchio              | Matteo Strozzi                        |  |  |       |  |  |                                     |  |  |                               |  |
|                                     |                      | Filippo Strozzi il Vecchio              | Matteo Strozzi                        |  |  |       |  |  |                                     |  |  |                               |  |
|                                     |                      | Filippo Strozzi il Vecchio              | Alessandra Macinghi                   |  |  |       |  |  |                                     |  |  |                               |  |
| Fiammetta Strozzi                   |                      | Filippo Strozzi il Vecchio              |                                       |  |  |       |  |  |                                     |  |  |                               |  |
|                                     |                      | Fiammetta Adimari                       | Donato Adimari                        |  |  |       |  |  |                                     |  |  |                               |  |
|                                     |                      | Fiammetta Adimari                       | Donato Adimari                        |  |  |       |  |  |                                     |  |  |                               |  |
|                                     |                      | Fiammetta Adimari                       | …                                     |  |  |       |  |  |                                     |  |  |                               |  |
|                                     |                      | Fiammetta Adimari                       |                                       |  |  |       |  |  |                                     |  |  |                               |  |